# Vanessa battakana
Vanessa battakana är en fjärilsart som beskrevs av De Niceville 1896. Vanessa battakana ingår i släktet Vanessa och familjen praktfjärilar. Inga underarter finns listade i Catalogue of Life.